# Crossing Guard – Es geschah auf offener Straße
Crossing Guard – Es geschah auf offener Straße (Originaltitel: The Crossing Guard) ist ein US-amerikanischer Independentfilm von Sean Penn aus dem Jahr 1995.

## Handlung
Fünf Jahre nachdem John Booth die Tochter von Freddy und Mary Gale in betrunkenem Zustand überfahren hat, wird er aus dem Gefängnis entlassen. Seit dem Tod der Tochter Emily ist die Ehe von Freddy und Mary zerrüttet, auch das Verhältnis zwischen Freddy und den Söhnen der Familie ist gestört. Freddy plant bereits seit Jahren die Rache an Booth. Während Booth ahnungslos zu seinen Eltern zurückkehrt, weiht Freddy seine Frau in sein Vorhaben ein, diese jedoch hat für seine Rachepläne kein Verständnis.
Freddy dringt nachts mit einer Pistole bewaffnet in die Wohnung von Booth ein. Sein Mordversuch schlägt aber fehl, da Freddy vergessen hat, das Magazin zu laden. Booth gibt Freddy zu verstehen, dass er nicht die Polizei rufen werde, da er mit seiner Schuld sowieso nicht leben könne. Er vereinbart mit Freddy eine Frist von drei Tagen, um noch einmal das Leben in Freiheit zu genießen, dann werde er sich von ihm töten lassen. Booth trifft am nächsten Tag bei einer Party auf die Künstlerin Jojo. Sie haben eine kurze Affäre, bei der er ihr vom verhängnisvollen Verkehrsunfall erzählt. Er erzählt, dass er unmittelbar nach dem Unfall noch mit der sterbenden Emily gesprochen habe, und sie sich bei ihm entschuldigte, dass sie vor dem Überqueren der Straße nicht auf den Verkehr geachtet habe. Freddy nutzt die drei Tage zu Besuchen bei Prostituierten und ausschweifendem Alkoholgenuss.
Am dritten Tag fährt Freddy betrunken zu Booth. Bevor er jedoch ankommt, wird er von der Polizei angehalten. Als er wegen Trunkenheit am Steuer verhaftet werden soll, flüchtet er mit seiner Waffe. Er bricht in ein Haus ein, wo er sich im Kinderzimmer eines Mädchens versteckt. Später kommt er zu Booths Wohnung, dieser jedoch erwartet ihn mit einem Gewehr im Anschlag. Beide stehen sich kurz mit gezogenen Waffen gegenüber, dann jedoch flüchtet Booth. Freddy verfolgt ihn und merkt dabei bis zum Schluss nicht, dass ihn Booth auf den Friedhof zum Grab von Emily führt, welches Freddy aus Angst bisher nie besucht hatte. Am Grab seiner Tochter bricht Freddy zusammen. Am Ende versöhnen sich die Männer.

## Kritik
Roger Ebert gab dem Film zweieinhalb Sterne und bemerkte: “What is good about this film is very good, but there are too many side trips, in both the plot and the emotions, for the film to draw us in fully.” (deutsch: „Der Film ist in Teilen sehr gut; er verliert sich jedoch in zu vielen Nebenschauplätzen – sowohl im Erzählverlauf wie auch in den dargestellten Emotionen – als dass er in der Lage wäre, die Zuschauer voll für sich einzunehmen“)

## Auszeichnungen
Golden Globe Award 1996
- Nominierung in der Kategorie Beste Nebendarstellerin für Anjelica Huston

Screen Actors Guild Awards 1996
- Nominierung in der Kategorie Beste Nebendarstellerin für Anjelica Huston

Independent Spirit Awards 1996
- Nominierung in der Kategorie Bester Nebendarsteller für David Morse

Internationale Filmfestspiele von Venedig 1995
- Nominierung für den Goldenen Löwen